# Eudarcia graecum
Eudarcia graecum is een vlinder uit de familie van de Meessiidae. Deze soort is voor het eerst wetenschappelijk beschreven als Obesoceras graecum door Reinhard Gaedike in een publicatie uit 1985.
De soort komt voor in Griekenland.